# Poste de Flacq
Poste de Flacq är en ort i Mauritius.   Den ligger i distriktet Flacq, i den centrala delen av landet, 24 km öster om huvudstaden Port Louis. Poste de Flacq ligger 22 meter över havet och antalet invånare är 7 133. Den ligger på ön Mauritius.
Terrängen runt Poste de Flacq är platt åt nordost, men åt sydväst är den kuperad. Havet är nära Poste de Flacq åt nordost. Runt Poste de Flacq är det tätbefolkat, med 530 invånare per kvadratkilometer. Närmaste större samhälle är Goodlands, 16,9 km nordväst om Poste de Flacq. Omgivningarna runt Poste de Flacq är en mosaik av jordbruksmark och naturlig växtlighet.